# رولوفيلين
رولوفيلين (بالإنجليزية: Rolofylline)‏ أو (KW-3902) هو مركب كيميائي، وصيغته الجزئية: C20H28N4O2. وهو مدر تجريبي للبول، ويعمل مناهضًا انتقائيًّا لمستقبل الأدينوسين A1.
تم اكتشاف رولوفيلين من قبل شركة NovaCardia، التي اشترتها شركة ميرك آند كو (بالإنجليزية: Merck & Co)‏، في عام 2007. توقف تطوير رولوفيلين في 1 سبتمبر 2009، بعد تجربة سريرية كبيرة على مرضى يعانون من قصور القلب الحاد لم تظهر أكثر من تأثير وهمي تم إنهاء تطوير رولوفيلين في 1 سبتمبر ، أظهرت النتائج - بعد 200 تجربة سريرية كبيرة - أن الدواء ليس أفضل من العلاج الوهمي للمرضى الذين يعانون من قصور القلب الحاد .

## التفاعلات
رولوفيلين هو أحد مضادات مستقبلات الأدينوزين A1، لذلك من شأنه أن يُحَسِّن ضيق التنفس، ويُقلِّل من خطر تدهور وظائف الكلى، ويؤدي إلى مسار سريري أكثر ملاءمة في المرضى الذين يعانون من قصور القلب الحاد، كما ارتبط رولوفيلين بارتفاع معدل حدوث النوبات والسكتة الدماغية.

## روابط خارجية
- Rolofylline في المكتبة الوطنية الأمريكية للطب نظام فهرسة المواضيع الطبية (MeSH).